# Laguna Niguel, California
Laguna Niguel là một thành phố ngoại ô ở Quận Cam, California ở Hoa Kỳ. Cái tên Laguna Niguel bắt nguồn từ từ "Laguna" (tiếng Tây Ban Nha nghĩa là "đầm phá") và "Niguili" (tên của một ngôi làng của người Mỹ bản địa từng nằm gần Aliso Creek). Theo điều tra dân số năm 2010, dân số ở đây là 62.979 người. Laguna Niguel nằm ở đồi San Joaquin và ở phía đông nam của Quận Cam, gần Thái Bình Dương, và giáp các thành phố Aliso Viejo, Dana Point, Bãi biển Laguna, dãy đồi Laguna, Mission Viejo và San Juan Capistrano.

## Dân số

### 2010
Cuộc Điều tra Dân số Hoa Kỳ năm 2010  đã báo cáo rằng Laguna Niguel có dân số là 62.979. Mật độ dân số là 4.231,1 người trên một dặm vuông (1.633,6 / km²). Thành phần chủng tộc của Laguna Niguel là 50.625 (80,4%) người da trắng (72,5% không phải gốc Tây Ban Nha trắng), 777 (1,2%) người Mỹ gốc Phi, 219 (0,3%) người Mỹ bản địa, 5,459 (8,7%) người Châu Á, 87 (0,1%) người Thái Bình Dương, 3,019 (4,8%) từ các chủng tộc khác, và 2,793 (4,4%) từ hai hoặc nhiều chủng tộc. Người gốc Tây Ban Nha hoặc La tinh của bất kỳ chủng tộc nào là 8.761 người (13,9%). Cuộc tổng điều tra cho biết 62.731 người (99,6% dân số) sống trong các hộ gia đình, 248 (0,4%) sống trong các khu nhóm không được thể chế hóa, và 0 (0%) được thể chế hoá.
Có 24.232 hộ, trong đó 8.085 (33,4%) có con dưới 18 tuổi sống chung với gia đình, 14,077 (58,1%) là cặp đôi kết hôn với nhau, 2,271 (9,4%) là phụ nữ độc thân, 886 (3,7%) là đàn ông độc thân. 5.390 hộ gia đình (22,2%) được tạo thành từ các cá nhân và 1,790 (7,4%) có người sống một mình từ 65 tuổi trở lên. Quy mô hộ trung bình là 2,59. Có 17.234 hộ gia đình (71,1% tổng số hộ); kích thước trung bình của gia đình là 3,06.
Mật độ dân số được trải rộng với 14.216 người (22,6%) dưới 18 tuổi, 4.722 người (7,5%) tuổi từ 18 đến 24, 14,667 người (23,3%) tuổi từ 25 đến 44, 21.187 người (33,6%) tuổi từ 45 đến 64 và 8,197 người (13,0%) từ 65 tuổi trở lên. Độ tuổi trung vị là 42,8 tuổi. Cứ 100 nữ giới thì có 94,0 nam giới. Cứ 100 nữ từ 18 tuổi trở lên thì có 91,2 nam giới.
Có 25.312 đơn vị nhà ở với mật độ trung bình 1.700,5 mỗi dặm vuông (656,6 / km²). Trong giai đoạn 2009-2013, Laguna Niguel có thu nhập trung bình của một hộ gia đình là $ 99,771, với 6,3% dân số sống dưới mức nghèo khổ.

### 2000
Theo điều tra dân số năm 2000, Laguna Niguel đã có 61.891 người, 23.217 hộ gia đình và 16.785 gia đình sống trong thành phố. Mật độ dân số là 4,221,0 người trên mỗi dặm vuông (1.630,0 / km²). Có 23.885 đơn vị nhà ở với mật độ trung bình 1.629,0 mỗi dặm vuông (629,1 / km²). Thành phần chủng tộc của thành phố là 83,50% người da trắng, 1,25% người Mỹ gốc Phi, 0,29% người Mỹ bản địa, 7,73% người châu Á, 0,12% người Thái Bình Dương, 3,48% từ các chủng tộc khác, và 3,62% từ hai hoặc nhiều chủng tộc. Tây Ban Nha hoặc La tinh của bất kỳ chủng tộc nào là 10,38% dân số.
Có 23.217 hộ, trong đó 38,1% có trẻ em dưới 18 tuổi sống chung với gia đình, 60,2% là cặp vợ chồng chung sống với nhau, 8,8% là phụ nữ độc thân và 27,7% không phải là gia đình. 20,6% hộ gia đình được tạo thành từ các cá nhân và 4,7% có người sống một mình từ 65 tuổi trở lên. Quy mô hộ trung bình là 2,65 và quy mô gia đình trung bình là 3,10.
Trong thành phố, dân số được lan ra với 26,6% dưới 18 tuổi, 6,0% từ 18 đến 24, 32,9% từ 25 đến 44, 25,7% từ 45 đến 64, và 8,9% người từ 65 tuổi trở lên. Độ tuổi trung bình là 38 tuổi, Cứ 100 nữ giới thì có 94,9 nam giới. Cứ 100 nữ từ 18 tuổi trở lên thì có 91,2 nam giới.
Theo ước tính của Cục điều tra dân số năm 2008, thu nhập trung bình của một hộ gia đình trong thành phố là 98.072 đô la và thu nhập trung bình cho một gia đình là 150.963 đô la. Nam giới có thu nhập trung bình là $ 68,640 so với $ 40,487 đối với nữ giới. Thu nhập bình quân đầu người của thành phố là $ 50,980. Khoảng 2,8% gia đình và 4,1% dân số sống dưới mức nghèo khổ, trong đó 3,6% của những người dưới 18 tuổi và 4,1% của những người 65 tuổi trở lên.